# Zmarli w roku 1983
Lista osób zmarłych w 1983:

## styczeń 1983
- 11 stycznia – Nikołaj Podgorny, były przewodniczący Prezydium Rady Najwyższej ZSRR (ur. 1903)
- 12 stycznia – Paweł Chrószcz, polski działacz sportowy (ur. 1900)[1]
- 14 stycznia – Franciszek Barteczek, polski nauczyciel i działacz społeczny, kapitan piechoty WP, jeden z przywódców przewrotu w Cieszynie w 1918 (ur. 1891)
- 18 stycznia – Stanisław Hebanowski, polski reżyser teatralny, tłumacz (ur. 1912)
- 20 stycznia – Garrincha, piłkarz brazylijski, mistrz świata 1962 (ur. 1933)
- 27 stycznia – Louis de Funès, francuski aktor filmowy (ur. 1914)

## luty 1983
- 4 lutego – Karen Ann Carpenter, amerykańska piosenkarka, założycielka wspólnie z bratem Richardem Carpenterem popularnego zespołu muzycznego The Carpenters (ur. 1950)
- 8 lutego – Nadzieja od Jezusa (María Józefa Alhama Valera), hiszpańska zakonnica, mistyczka, błogosławiona katolicka (ur. 1893)
- 9 lutego – Julian Kubiak, polski działacz komunistyczny i związkowy, polityk, poseł na Sejm Ustawodawczy (ur. 1899)
- 16 lutego:
  - Kazimiera Iłłakowiczówna, polska poetka, sekretarka marszałka Piłsudskiego (ur. 1892)
  - Stanisław Myśliborski-Wołowski, polski historyk i pedagog (ur. 1919)
- 22 lutego – Mieczysław Jastrun, polski poeta i eseista (ur. 1903)
- 25 lutego – Tennessee Williams, amerykański dramaturg (ur. 1911)

## marzec 1983
- 2 marca – Louis Béguet, francuski rugbysta, medalista olimpijski (ur. 1894)
- 3 marca – Arthur Koestler, brytyjski pisarz i dziennikarz, pochodzenia węgierskiego (ur. 1905)
- 13 marca – Louison Bobet, francuski kolarz (ur. 1925)
- 20 marca – Bolesław Mirgałowski, pułkownik Wojska Polskiego, kawaler Orderu Virtuti Militari (ur. 1889)
- 26 marca – Wincenty Zaleski, polski katechetyk, salezjanin (ur. 1913)
- 27 marca – Hanna Malewska, polska pisarka (ur. 1911)

## kwiecień 1983
- 3 kwietnia – Aleksander Ścibor-Rylski, polski reżyser i scenarzysta filmowy (ur. 1928)
- 4 kwietnia – Gloria Swanson, amerykańska aktorka (ur. 1899)
- 5 kwietnia – Marian de la Mata Aparício, hiszpański augustianin, misjonarz, błogosławiony katolicki (ur. 1905)
- 19 kwietnia – Jerzy Andrzejewski, polski pisarz (ur. 1909)
- 20 kwietnia – Robert Nowoczek, polski kolarz szosowy i trener kolarstwa (ur. 1919)
- 21 kwietnia – Édouard Bader, francuski rugbysta, medalista olimpijski (ur. 1899)
- 25 kwietnia – Hans Struksnæs, norweski żeglarz, medalista olimpijski (ur. 1902)
- 28 kwietnia – Jan Rzepecki, pułkownik Wojska Polskiego, historyk (ur. 1899)
- 30 kwietnia – Muddy Waters, amerykański Bluesman (ur. 1913)

## maj 1983
- 1 maja – Cecil Cooke, bahamski żeglarz sportowy (ur. 1923)
- 13 maja – Otto Heckmann, niemiecki astronom (ur. 1901)
- 14 maja – Grzegorz Przemyk, polski działacz opozycyjny, zamordowany przez milicję (ur. 1964)
- 26 maja – Ernst Borinski, niemiecki prawnik i socjolog pochodzenia żydowskiego, przyczynił się do zniesienia praw Jima Crowa w USA (ur. 1901)
- 30 maja – Grant Suiter, amerykański działacz religijny, członek Ciała Kierowniczego Świadków Jehowy (ur. 1908)
- 31 maja – Jack Dempsey, amerykański bokser, były mistrz świata (ur. 1895)

## czerwiec 1983
- 1 czerwca – Anna Seghers, pisarka niemiecka (ur. 1900)
- 2 czerwca – Zbigniew Korosadowicz, polski geograf, taternik, naczelnik TOPR (ur. 1907)
- 6 czerwca – Hugo Johnson, szwedzki żeglarz, medalista olimpijski (ur. 1908)
- 17 czerwca – Miron Białoszewski, polski pisarz, współtwórca polskiego teatru eksperymentalnego (ur. 1922)
- 26 czerwca – Zofia Hoszowska-Kretowa, polska nauczycielka, harcmistrzyni (ur. 1908)[2]
- 27 czerwca – Juliusz Kalinowski, polski aktor (ur. 1888)
- 30 czerwca – Maurice Ducos, francuski pływak, olimpijczyk (ur. 1904)

## lipiec 1983
- 4 lipca – John Bodkin Adams, brytyjski lekarz, podejrzewany o zabicie 163 pacjentów (ur. 1899)
- 11 lipca – Stanisław Skupień, polski narciarz, olimpijczyk, wieloletni kierownik schroniska PTTK (ur. 1907)
- 13 lipca – Gabrielle Roy, kanadyjska pisarka francuskojęzyczna (ur. 1909)
- 17 lipca – Haldan Keffer Hartline, amerykański fizjolog, laureat Nagrody Nobla w 1967 (ur. 1903)
- 23 lipca – Georges Auric francuski kompozytor i krytyk muzyczny (ur. 1899)
- 29 lipca:
  - Luis Buñuel, hiszpański reżyser filmowy (ur. 1900)
  - David Niven, angielski aktor filmowy (ur. 1910)

## sierpień 1983
- 3 sierpnia – Carolyn Jones, amerykańska aktorka (ur. 1930)
- 5 sierpnia – Bart Bok, holenderski astrofizyk (ur. 1906)
- 11 sierpnia – Anna Piskorska-Chlebowska, polska chemiczka, podharcmistrzyni, działaczka opozycji demokratycznej w PRL (ur. 1929)
- 14 sierpnia – Alceu Amoroso Lima, brazylijski pisarz, krytyk literacki i katolicki przywódca religijny (ur. 1893)
- 18 sierpnia – Jan Zachwatowicz, polski architekt (ur. 1900)
- 19 sierpnia – Zofia Mrozowska, aktorka teatralna i filmowa (ur. 1922)

## wrzesień 1983
- 8 września – Antonin Magne, francuski kolarz (ur. 1904)
- 10 września:
  - Felix Bloch, szwajcarsko-amerykański fizyk, laureat Nagrody Nobla (ur. 1905)
  - Alfred Urbański, polski ekonomista, działacz socjalistyczny (ur. 1899)
- 15 września – Fryderyk Scherfke, polski piłkarz, uczestnik IO 1936 oraz MŚ 1938 (ur. 1909)
- 22 września – Gunnar Skoglund, szwedzki aktor, reżyser, montażysta i scenarzysta (ur. 1899)
- 25 września – Leopold III, król Belgów (ur. 1901)

## październik 1983
- 18 października – Marj Mitchell, kanadyjska curlerka (ur. 1948)
- 26 października – Alfred Tarski, polski logik, członek Szkoły Lwowsko-Warszawskie (ur. 1901)
- 30 października – Jerzy Wiśniewski, polski historyk, genealog, badacz (ur. 1928)

## listopad 1983
- 7 listopada – Germaine Tailleferre, kompozytorka francuska (ur. 1892)
- 10 listopada – Jalu Kurek, polski poeta i prozaik, przedstawiciel Awangardy Krakowskiej (ur. 1904)

## grudzień 1983
- 16 grudnia – Kusan Suryŏn, koreański mistrz sŏn (jap. zen) (ur. 1909)
- 17 grudnia – Jan Maria Gisges, polski poeta, prozaik, dramaturg (ur. 1914)
- 25 grudnia – Joan Miró, hiszpański malarz (ur. 1893)
- 26 grudnia – Jozef Šimko, słowacki taternik, działacz turystyczny i autor literatury taternickiej (ur. 1909)
- data dzienna nieznana: 
  - Jerzy Łukaszewicz, polski polityk (ur. 1931)